# Замок Сюрі

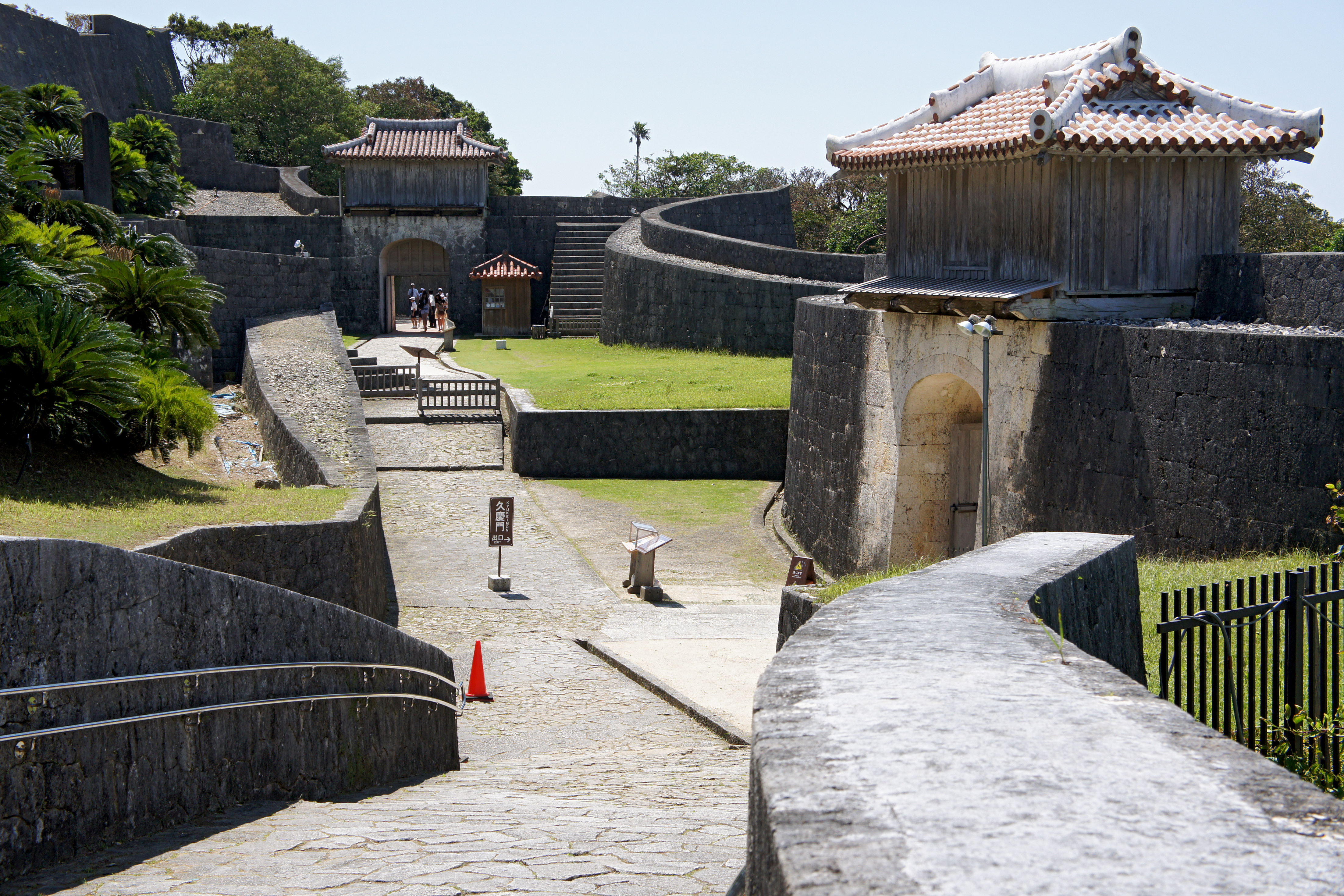
Замкові стіни та брами.

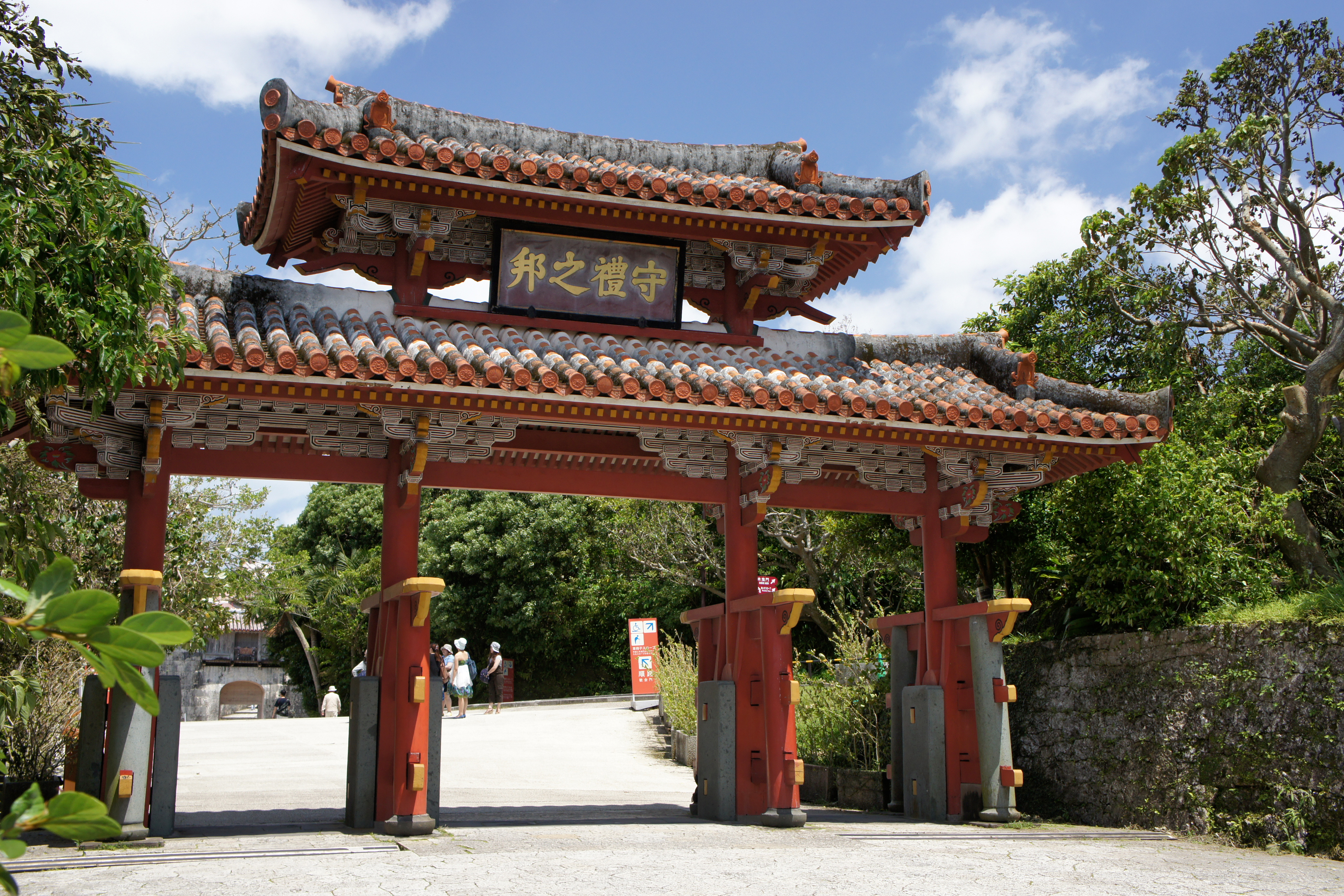
Церемоніальні ворота.

За́мок Шю́рі (яп. 首里城, しゅりじょう, МФА: [ɕuɾʲi d͡ʑoː]) — замок в Японії, розташований в районі Шюрі міста Наха префектури Окінава. Належить до типу рюкюських замків-святилищ ґуску.

## Короткі відомості
Замок Шюрі був монаршою резиденцією в часи існування Рюкюської держави. Його протяжність з півночі на південь становить 270 м, з заходу на схід — 400 м. В проєкції замок нагадує овал, оточений міцними кам'яними стінами. Загальна площа становить 46167 м². Зовнішня стіна укріплень та зовнішній двір мають чотири аркові брами, внутрішні стіна і двір — вісім брам. На території внутрішнього двору розміщувався головний палац та урядові споруди Рюкюської держави. Відомі в Японії Церемоніальні ворота є другою брамою зовнішньої стіни укріплень.
Замок Шюрі був споруджений у 15 столітті зусиллями першого рюкюського правителя Шьо Хаші. Від часу побудови він декілька разів згорав і відбудовувався. Замок був найкрасивішою і найпомпезнішою будівлею усього Рюкю. 1879 року, у зв'язку з анексією Рюкю Японією, останній рюкюський ван Шьо Тай передав його японській урядовій делегації. Після цього в замку розміщувався штаб окремого Окінавського експедиційного корпусу гарнізону Кумамото. 1923 року японський архітектор Іто Чюта провів капітальний ремонт замку Шюрі, а двома роками поспіль усю споруду занесли до реєстру Національних скарбів Японії. 1944 року замок було повністю зруйновано авіацією США, яка проводила бомбардування штабу 32-ї армії Японії, що знаходився під укріпленнями замку. 1950 року, по завершенню Другої світової війни, американська окупаційна влада відкрила на руїнах Шюрі Рюкюський університет. 1972 року, коли Окінава повернулася до складу Японії, замок проголосили важливою історичною пам'яткою державного значення. 1986 року розпочалися комплексні реставраційні роботи з відновлення палацу, стін, брам, будівель, садів тощо. 1992 року замок увійшов до складу Окінавського державного культурного заповідника.
2000 року замок Шюрі був визнаний Світовою спадщиною ЮНЕСКО. Він став частиною сайту під назвою «Ґуску та старожитності Рюкюської держави».
В ніч на 31 жовтня 2019 року замок згорів ущент.